# لينور مارشال
لينور مارشال (بالإنجليزية: Lenore Marshall)‏ (7 سبتمبر 1899 - 23 سبتمبر 1971)؛ شاعرة، كاتِبة وروائية أمريكية. درست في كلية بارنارد.